# Dmitró Yárosh
Dmytró Anatóliovych Yárosh (ucraniano: Дмитро́ Анатóлійович Я́рош) nacido el 30 de septiembre de 1971, es un líder de la organización de extrema derecha Sector Derecho que jugó un papel importante en la revolución ucraniana de 2014.

El 2 de noviembre de 2021, Dmytró Yarosh publicó en su página de Facebook la noticia de que fue nombrado consejero del Comandante en jefe de las Fuerzas Armadas de Ucrania Valerii Zaluzhnyi.
Sin embargo, el Estado Mayor de las FFAA de Ucrania, el 13 de diciembre del mismo año, rehusó confirmar tal nombramiento, acogiéndose a la Ley de Acceso a la Információn Pública.